# Geode Capital Management
Geode Capital, «Джеод Кэпитал» — американская инвестиционная компания со штаб-квартирой в Бостоне, штат Массачусетс. По состоянию на 2021 год занимала 30-е место в мире по размеру активов под управлением (1,01 трлн долларов).

## История
Компания была основана в 2001 году в качестве дочерней структуры Fidelity Investments для опробации экспериментальных инвестиционных стратегий, в частности парного трейдинга; для этого ей был выделен капитал в размере 229 млн долларов. В 2003 году Geode Capital Management была отделена в самостоятельную компанию.

## Деятельность
Компания управляет активами институциональных и частных инвесторов, а также оказывает консультационные услуги другим инвестиционным компаниям, в частности Fidelity Investments. Основной специализацией компании являются индексные фонды.
Рыночная стоимость акций во владении Geode Capital Management из числа котируемых на бирже NASDAQ и NYSE на конец 2022 года составляла 756 млрд долларов. Это пакеты акций 5013 компаний, крупнейшими по стоимости из которых были Apple ($42,7 млрд), Microsoft ($36,4 млрд), Alphabet ($20,2 млрд), Amazon ($15,3 млрд), Nvidia ($10,9 млрд), Berkshire Hathaway ($9,8 млрд), Tesla ($9,7 млрд), Meta Platforms ($8,4 млрд), ExxonMobil ($8,3 млрд), UnitedHealth Group ($8,1 млрд), Johnson & Johnson ($7,4 млрд), JPMorganChase ($7,4 млрд), Visa ($7,2 млрд), Procter & Gamble ($6,5 млрд), Mastercard ($5,9 млрд), Home Depot ($5,7 млрд), Chevron ($5,4 млрд), AbbVie ($5,3 млрд), Merck & Co ($5,2 млрд).

## Руководство
- Лайонел Харрис (Lionel T. Harris, CFA) — председатель совета директоров с 2021 года, до этого, с 2005 года, работал в Fidelity Investments[7].
- Дэвид Лейн (David Lane) — президент и главный исполнительный директор с начала 2023 года, до этого 30-летняя карьера проходила в Fidelity Investments[8].